# Ibrahim Aoudou
Ibrahim Aoudou   (Mbalmayo, 23 d'agost de 1955 - 19 d'abril de 2022) és un exfutbolista camerunès de la dècada de 1980.
Fou internacional amb la selecció de futbol del Camerun amb la qual participà en la Copa del Món de futbol de 1982.
Pel que fa a clubs, destacà a Canon Yaounde i AS Cannes.